# Charles John Allen

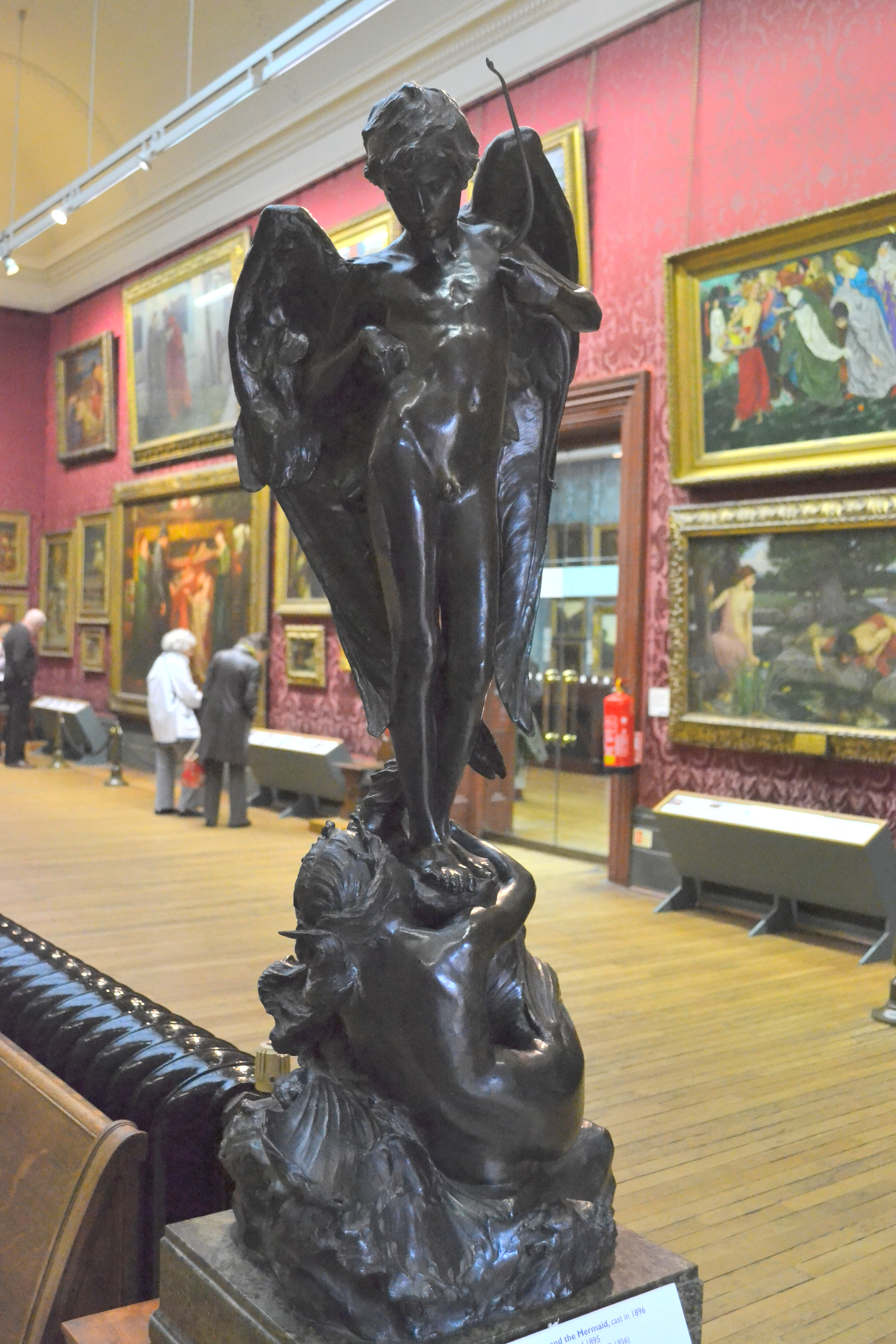
Charles John Allen: Love and the Mermaid, (1895–1896). Walker Art Gallery, Liverpool

Charles John Allen (* 2. September 1862 in Greenford, Middlesex; † 10. Januar 1956 in Farley Green, Albury, Surrey) war ein britischer Bildhauer und eine wichtige Figur der New-Sculpture-Bewegung.

## Leben
Charles John Allen wurde 1862 in Greenford, Middlesex geboren. Er studierte an der Lambeth School of Art und begann 1879 eine Lehre bei der Londoner Steinmetzfirma Farmer & Brindley. Anschließend arbeitete er vier Jahre lang als Assistent von Hamo Thornycroft. 1894 zog er nach Liverpool, wo er über dreißig Jahre lang als angesehener Dozent an der Universität Liverpool und als stellvertretender Direktor der Liverpool School of Architecture and Applied Arts, die 1905 in die Liverpool School of Art umgewandelt wurde, tätig war. Nach seiner Pensionierung zog Allen nach Farley Green, Albury, Surrey, wo er bis zu seinem Tod im Januar 1956 lebte.

## Werk

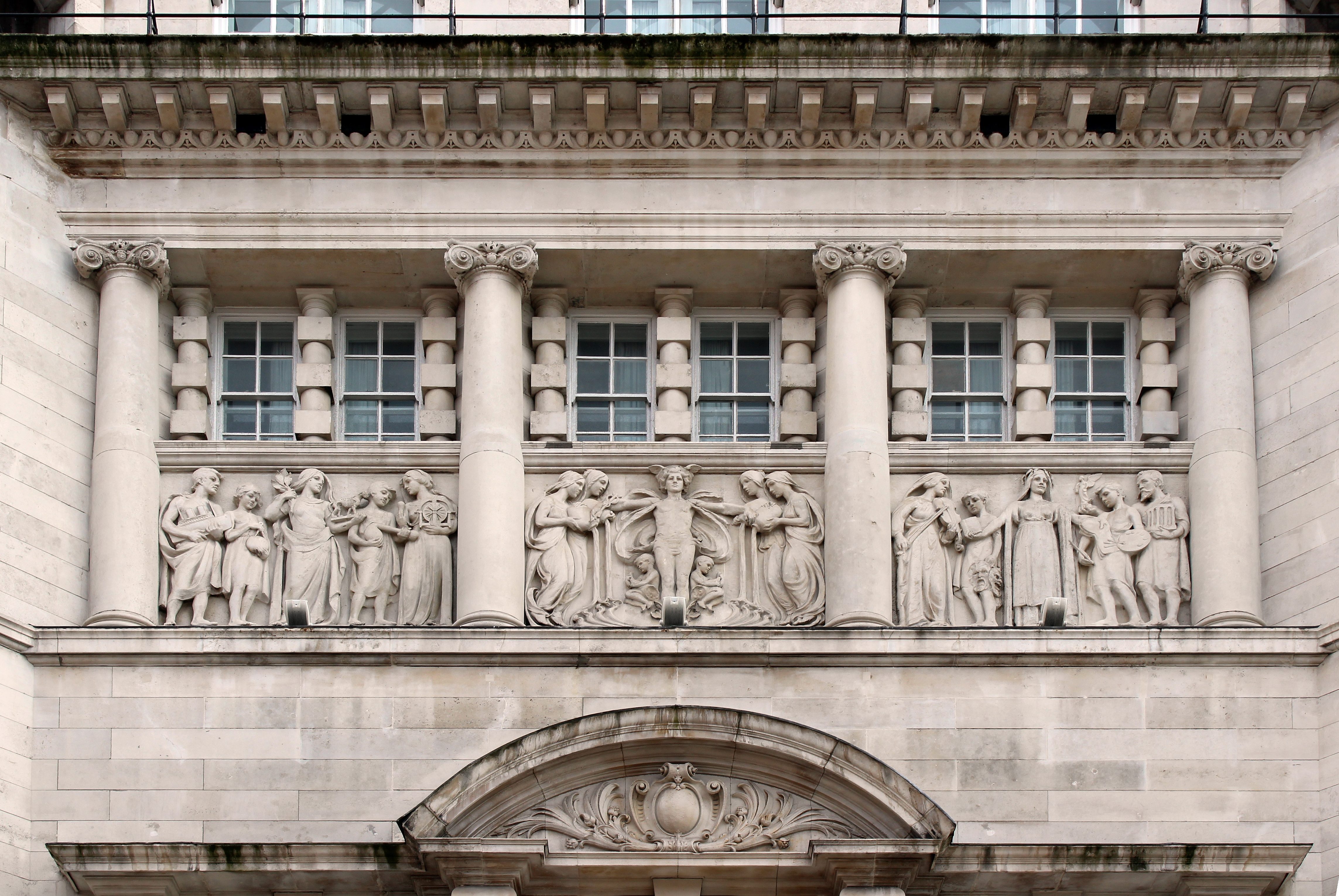
Dale Street Fries, Royal Insurance Building. Liverpool. – Links: Darstellung der Wissenschaften; eine Figur hält ein Schiff (Seefahrt); ein Mädchen misst die Erde mit einem Zirkel (Geometrie); eine Frau hält Blätter in der rechten Hand und ein aufgespanntes Tierskelett (Nashorn?) in der linken Hand (Biologie); ein Mädchen hält eine Retorte (Chemie); eine Frau hält eine Wimshurst-Maschine (Elektrizität). – In der Mitte: Merkur als Gott des Handels; flankiert von vier weiblichen Figuren, die die Kräfte der Natur repräsentieren, wird er beim Löschen der Flammen einer "brennenden Welt" dargestellt. – Rechts: Darstellung der Künste; eine Frau spielt Geige und steht für die Musik; ein Junge hält die beiden Masken, die für das Schauspiel stehen; eine Frau hält ein Buch und eine Schriftrolle, die für die Literatur stehen; ein Junge hält eine Palette, die für die Kunst steht, und ein Mann hält ein klassizistisches Gebäude, das für die Architektur steht.

Allen war ein Vertreter der New Sculpture-Bewegung, die eine realistischere und dynamischere Darstellung in der Bildhauerei des späten 19. Jahrhunderts anstrebte. Zu seinen wichtigsten Werken gehören:
- Love and the Mermaid – Leicester Museum & Art Gallery
- Das Victoria-Denkmal in Liverpool (1906), sein Hauptwerk.
- Zwei allegorische Tafeln für die St. George's Hall in Liverpool (1894).
- Marmoraltar für die St. Paul’s Cathedral, London.
- Holzskulpturen für die Kathedrale von St. Albans.
- Fries für das Royal Insurance Building in Liverpool (ca. 1897).
- Bauplastiken für das Mersey Docks and Harbour Board Building (1927).
- Chorgestühlabdeckungen und ein Taufbecken in der Unitarian Church in der Ullet Road, Liverpool.Charles